# Alternatives végétariennes
Alternatives végétariennes est une revue trimestrielle éditée par l'Association végétarienne de France jusqu'en décembre 2018 (n°134). Elle a été complètement refondue au printemps 2019 pour devenir Virage.  

## Historique
La revue fut fondée au 4e trimestre 1985, sous le nom Alliance Végétarienne, avec le sous-titre « Au service de la Vie ». Il s'agissait de la création personnelle d'Irène Fuhrmann, alors présidente d'une Union Nationale des Végétariens (UNV), afin de rebâtir un lien entre végétariens que l'UNV, sur le déclin, n'assumait plus (l'UNV disparut d'ailleurs 3 ans plus tard, en 1988).
Après 7 années d'édition de la revue, Irène Fuhrmann, qui désirait se décharger de cette tâche, passa en 1992 le relais à Marie et Lionel Reisler, militants de longue date qui avaient en particulier participé à l'élaboration et à la diffusion d'un journal aujourd'hui disparu, Le Pigeon voyageur.
Par la suite, en décembre 1994, Lionel et Marie Reisler fondèrent une association du même nom, Alliance Végétarienne. La revue devint alors l'organe officiel d'information et de liaison de l'association homonyme, avec pour sous-titre  : « Entre la Terre, les Animaux et les Hommes », voulant marquer par là que le végétarisme n'est pas qu'un mode d'alimentation, mais constitue une nouvelle alliance entre toutes les formes du vivant.
Le nom Alliance végétarienne fut porté par la revue jusqu'au no 93 de novembre 2008 ; il fut alors remplacé par le nom Alternatives végétariennes, pour mieux marquer une volonté de proposer des alternatives concrètes au mode de vie actuel, tandis que l'association est rebaptisée Association végétarienne de France (AVF).		[→ photo 3]
En 2011, la charte graphique fut révisée, un nouveau logo adopté pour l'association, la 1re de couverture de la revue fut modifiée en conséquence à partir du no 105, puis à partir du no 109 la revue passa entièrement en quadrichromie. 
À partir du no 119, sous l'impulsion d'une nouvelle équipe, la revue change de format (22x28cm), de maquette et de sous-titre : « Santé - éthique - écologie - cuisine ». Enfin, la revue Virage lui succède en avril 2019, avec l'ambition de s'adresser à un plus large public, d'accompagner la transition alimentaire de la société vers un modèle plus végétal, et de « devenir la revue de référence sur l’alimentation végétale et le mode de vie végane en France ».

## Positionnement
Si la ligne éditoriale a évolué au fil des décennies et des équipes de rédaction, elle est restée longtemps et principalement orientée selon quatre objectifs principaux :
1. Rendre tangible l'intérêt d'une alimentation végétarienne : articles de fond et brèves sur la nutrition et la santé, l'environnement, l'agriculture, la répartition des ressources.
2. Faciliter la pratique du végétarisme : cuisine végétarienne, vie en société, questions et réponses, conseils et adresses.
3. Présenter un végétarisme vivant : témoignages, interviews, vie des familles végétariennes, personnalités adeptes du végétarisme.
4. Donner matière à réflexion : éthique, sentience animale, histoire, questions juridiques, critiques de livres.

S'y rajoute à chaque numéro une partie destinée à faire connaître la vie de l'association : campagnes lancées par l'association, activités des délégués régionaux, comptes-rendus de réunions, etc. 
Jusqu'en 2015, la revue se positionne dans le domaine général de l'information théorique et pratique sur le végétarisme et non dans le strict domaine du militantisme. Bien que les comptes-rendus d'actions militantes soient présents, l'accent est mis sur une information orientée aussi bien vers les végétariens que vers les non-végétariens.
Par exemple, un dépouillement des 10 derniers numéros disponibles en février 2012 montre que la seule rubrique qui préjuge un intérêt certain pour le végétarisme à savoir « Vie de l'association » occupe un espace médian de 4 pages, avec les valeurs extrêmes de 3 et 6, ce qui, pour une revue qui tourne autour de 50 pages, représente environ 8 %.
En regard de cela, la rubrique « Cuisine végétarienne » - qui peut attirer l'attention de végétariens comme de non-végétariens - occupe un espace médian de 7 pages, avec les valeurs extrêmes de 4 et 9.
Le contenu est plutôt ouvert, puisqu'y sont abordés des thèmes qui ne font pas consensus, même chez les végétariens, comme les OGM, le véganisme ou l'antispécisme. Par ailleurs, les interviews, les témoignages, ne sont pas acceptés en fonction du degré de végétarisme de l'interlocuteur – qui peut aussi bien ne pas être végétarien – mais en fonction de l'intérêt de ce qu'il a à dire sur un sujet en rapport avec le végétarisme.
La revue ne fixe pas non plus de normes sur ce que devrait ou ne devrait pas être le « bon » végétarisme (on sait que certains végétariens consomment des sous-produits animaux et d'autres pas, certains se préoccupent des additifs d'origine animale et d'autres pas, certains utilisent du cuir et d'autres pas, etc.). Néanmoins, l'orientation des articles de fond (nutrition/santé, environnement, alimentation végétarienne, éthique) fixe clairement un horizon de respect du droit des animaux à ne pas être utilisés à des fins qui ne les concernent pas.
Avec la refonte de 2015, la revue s'affirme davantage en faveur du végétalisme et du véganisme, en accord avec la philosophie et les valeurs de l'association, mais toujours dans une démarche d'ouverture et d'encouragement au changement, sans discrimination des pratiques ovo-lacto-végétariennes. Les recettes de cuisine présentées sont toujours 100% végétaliennes. Les articles de la rubrique Santé sont écrits et/ou validés par la commission Nutrition-santé de l'AVF, dont les membres bénévoles sont des professionnels de santé (médecins, pédiatres, diététiciens...). De même, les sujets en lien avec l'environnement et l'agriculture sont confiés à la commission Écologie de l'AVF. 

## Disponibilité
La revue est envoyée à tout adhérent de l'association. Elle est également disponible sur les stands et tables d'information, lors de salons, forums, festivals, conférences, etc. auxquels participe l'association. De nombreux articles issus de la revue sont disponibles sur le site de l'association. 

## Responsables
| Numéro       | Année(s)    | Directeur/Directrice de la publication | Rédacteur/rédactrice en chef |
| ------------ | ----------- | -------------------------------------- | ---------------------------- |
| 1 – 27       | 1985 – 1992 | Irène Fuhrmann                         | Irène Fuhrmann               |
| 28           | 1992        | Irène Fuhrmann                         | Lionel Reisler               |
| 29 – 65      | 1993 – 2001 | Marie Reisler                          | Lionel Reisler               |
| 66 – 68      | 2001 – 2002 | André Méry                             | Lionel Reisler               |
| 69 – 103     | 2002 – 2011 | André Méry                             | André Méry                   |
| 104          | 2011        | Isabelle Dudouet-Bercegeay             | Cécile Bourgain              |
| 105 – 107    | 2011 – 2012 | Isabelle Dudouet-Bercegeay             | Isabelle Dantzer             |
| 108 – 113    | 2012 – 2013 | Isabelle Dantzer                       | Isabelle Dantzer             |
| 114 – 117    | 2013 – 2014 | Élodie Vieille-Blanchard               | Julie Lescieux               |
| 118 –134     | 2014 –2018  | Élodie Vieille-Blanchard               | Sophie Choquet               |
| Virage 1 - 3 | 2019 -      | Élodie Vieille-Blanchard               | Sophie Choquet               |